# 橋本裕藏
橋本 裕藏（はしもと ゆうぞう、1953年10月1日 - ）は、日本の法学者。前千葉科学大学准教授。元放送大学教養学部助教授。専門は刑事法、社会安全政策論。「警察官の心の支援」研究会を主宰。

## 来歴
東京都生まれ。中央大学法学部二部法律学科卒業。同大学大学院法学研究科博士課程単位取得退学。放送大学東京文京学習センター助教授を経て2004年千葉科学大学薬学部准教授。合氣道八王子合気会代表も務める。

## 主な著作・共著
- 『社会科学入門』（放送大学教育振興会 1997年）
- 『判例刑法研究〔総論〕 -活きた刑法理論の獲得に向けて- 』（成文堂 2002年）
- 『ストーカー行為等規制法の解説（三訂版）』（一橋出版 2005年）
- 『道路交通法の解説（十一訂版）』（一橋出版 2005年）
- 『軽犯罪法の解説（五訂版）』（一橋出版 2005年）